# Vendo cara la pelle
Vendo cara la pelle è un film del 1968 diretto da Ettore Maria Fizzarotti.

## Trama
Shane decide di tornare per vendicare la sua famiglia, sterminata per impadronirsi di una miniera d'oro da Ralph Magdalena e i suoi uomini.